# Konradinische Matrikel
Bei der Konradinischen Matrikel (lat. matricula „Stammrolle, öffentliches Verzeichnis“) handelt es sich um ein mittelalterliches Urbar des Bistums Freising, das die Besitzungen sämtlicher fürstbischöflicher Güter mit ihren Einnahmen aufführte, und gleichzeitig um eine genaue Diözesanbeschreibung, in der alle Kirchen, Kapellen, Klöster und Friedhöfe aufgezählt wurden. Die Aufzeichnung wurde am 22. Dezember 1315 unter dem Freisinger Fürstbischof Konrad III. dem Sendlinger begonnen und 1316 fertiggestellt.
Die Konradinische Matrikel dient für die meisten Kirchen des Bistums und für viele Ortschaften als erster urkundlicher Nachweis und ist eine wichtige Quelle der mittelalterlichen Namens- und Ortsnamenforschung. Die Matrikel wurden zu ihrer Zeit als Beschreibungen des gesamten Bistums bzw. aller Pfarreien im Bistum als Grundlage für die Verwaltung angefertigt.
Eine systematische Veröffentlichung erfolgte 1849/50 durch Martin von Deutinger unter dem Titel Die älteren Matrikeln des Bisthums Freysing.
Nach der Konradinischen Matrikel war das Bistum in 18 Dekanate und das Archidiakonat Rottenbuch eingeteilt, die insgesamt 233 Pfarreien, 564 Filialkirchen und 22 weitere Kapellen umfassten. Das ganze Gebiet rechts der Isar um München wurde nur von einer Pfarrei, Bogenhausen, versorgt, die wiederum dem Dekanat Ismaning unterstellt war. Das Gebiet links der Isar außerhalb der mittelalterlichen Stadt München wurde von der Pfarrei Thalkirchen aus verwaltet, die sich von Pullach bis Schwabing erstreckte. Reichste Pfarreien waren damals Velden (Vils) und Erding.